# Farsø
Farsø foi um município da Dinamarca, localizado na região norte, no condado de Nordjutlândia. O município detinha uma área de 201,32 km² e uma população de 8 099 habitantes, segundo o censo de 2004.
A partir de 1 de Janeiro de 2007, com a entrada em vigor da reforma administrativa, o município foi suprimido juntamente com os municípios de Aalestrup, Løgstør e Aars para dar lugar ao recentemente constituído município de Vesthimmerland, na região de Jutlândia do Norte.

## Personalidades
- Johannes Vilhelm Jensen (1873-1950), prémio Nobel da Literatura de 1944